# Sông Liễu
Sông Liễu (tiếng Trung: 柳江, Hán-Việt: Liễu giang) là một con sông tại Trung Quốc. Nó bắt nguồn từ địa phận huyện Độc Sơn thuộc Châu tự trị dân tộc Bố Y và dân tộc Miêu Kiềm Nam của tỉnh Quý Châu, Trung Quốc, chảy qua đông nam tỉnh Quý Châu và phía bắc Khu tự trị dân tộc Choang Quảng Tây. Tại Thạch Long Tam Giang khẩu đổ vào dòng chính sông Tây Giang. Nó là chi lưu cấp 1 của Tây Giang bên tả ngạn, cũng là con sông ít cát bậc nhất tại Trung Quốc. Sông Liễu dài khoảng 751 km, diện tích lưu vực đạt 58.270 km², tổng độ cao bị hạ thấp xuống đạt 1.306 m, lưu lượng trung bình đạt 1.865 m³/s, lượng giáng thủy trung bình trong lưu vực đạt 1.400－1.800 mm.

## Hệ thống sông Tây Giang
| Hệ thống sông Tây Giang | Hệ thống sông Tây Giang | Hệ thống sông Tây Giang | Hệ thống sông Tây Giang | Hệ thống sông Tây Giang |
| ----------------------- | ----------------------- | ----------------------- | ----------------------- | ----------------------- |
|                         |                         |                         | Hạ Giang (贺江)         | Tây Giang (西江)        |
|                         |                         | Li Giang (漓江)         | Quế Giang (桂江)        | Tây Giang (西江)        |
| sông Bắc Bàn (北盘江)   | sông Hồng Thủy (红水河) | Kiềm Giang (黔江)       | Tầm Giang (浔江)        | Tây Giang (西江)        |
| sông Nam Bàn (南盘江)   | sông Hồng Thủy (红水河) | Kiềm Giang (黔江)       | Tầm Giang (浔江)        | Tây Giang (西江)        |
| Dung Giang (融江)       | Liễu Giang (柳江)       | Kiềm Giang (黔江)       | Tầm Giang (浔江)        | Tây Giang (西江)        |
| Long Giang (龙江)       | Liễu Giang (柳江)       | Kiềm Giang (黔江)       | Tầm Giang (浔江)        | Tây Giang (西江)        |
| Hữu Giang (右江)        | Ung Giang (邕江)        | Úc Giang (郁江)         | Tầm Giang (浔江)        | Tây Giang (西江)        |
| Tả Giang (左江)         | Ung Giang (邕江)        | Úc Giang (郁江)         | Tầm Giang (浔江)        | Tây Giang (西江)        |